# Гамза Чатакович
Гамза Чатакович (босн. Hamza Čataković, нар. 15 січня 1997, Цазин) — боснійський футболіст, нападник болгарського клубу ЦСКА (Софія). Грав за молодіжну збірну Боснії і Герцеговини.

## Клубна кар'єра
Народився 15 січня 1997 року в місті Цазин. Вихованець футбольної школи клубу «Сараєво». Дорослу футбольну кар'єру розпочав 2016 року в основній команді того ж клубу, в якій провів один сезон, взявши участь у 3 матчах чемпіонату.
2017 року перебрався до словацького клубу «Тренчин». Відіграв за команду з Тренчина чотири сезони своєї ігрової кар'єри. Більшість часу, проведеного у складі «Тренчина», був основним гравцем атакувальної ланки команди, провівши понад 100 ігор у першості Словаччини. В новому клубі був серед найкращих голеодорів, відзначаючись забитим голом в середньому щонайменше у кожній третій грі чемпіонату.
Влітку 2021 року перебрався до Болгарії, ставши гравцем клубу ЦСКА (Софія).

## Виступи за збірну
2018 року залучався до складу молодіжної збірної Боснії і Герцеговини. На молодіжному рівні зіграв у 2 офіційних матчах, забивши один гол.